# 8-溴茶碱
8-溴茶碱（英语：8-Bromotheophylline）或8-溴-1,3-二甲基黄嘌呤，是一种黄嘌呤类利尿药。它是帕马溴中的主要活性成分，它作为非处方药与扑热息痛等镇痛药一起出售，用于治疗痛经。它也是一种腺苷A1受体拮抗剂。

## 参加
- 8-氯茶碱
- 8-环戊基茶碱
- 8-苯基茶碱